# ويليام ساذرلاند ماكسويل
ويليام ساذرلاند ماكسويل هو مهندس معماري كندي، ولد في 14 نوفمبر 1874 في مونتريال في كندا، وتوفي بنفس المكان في 25 مارس 1952.